# 銅箔

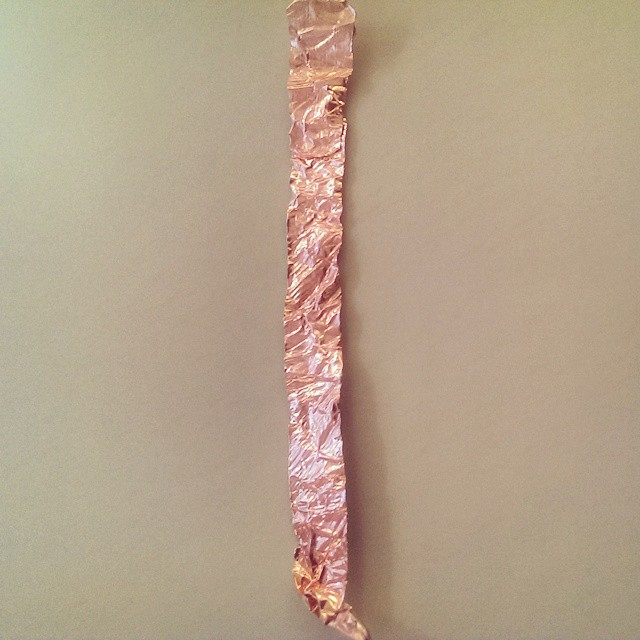
銅箔

銅箔是铜金屬的薄片，由於其優良的電導率、延展性和耐蝕性，廣為應用在許多的場合中。銅是電子產業的重要金屬，特別用作印制电路板（PCB）以及其他電子產品的材料。

## 製造程序
銅箔的製造程序分為幾個步驟：分別是鑄造、軋滾、退火和細加工。程序一開始會用熔融的銅鑄造成長的銅片，接著經過軋滾使其厚度到達理想厚度。在軋滾過程中，也會銅進行退火，此一熱處理程序可提昇銅的可撓性，並且去除內在應力。
在銅到達理想厚度之後，會再進行細加工，以達到想要的表面品質，例如霧面、半霧面或亮面。已精加工的銅箔會依照應用，捲成不同寬度和厚度的銅箔捲。